# Stenus luculentus
Stenus luculentus är en skalbaggsart som beskrevs av Thomas Casey. Stenus luculentus ingår i släktet Stenus och familjen kortvingar. Inga underarter finns listade i Catalogue of Life.